# 慎鏞廈
慎 鏞廈（シン・ヨンハ、朝鮮語: 신용하、1937年12月14日 - ）は、韓国の社会学者、歴史学者。民族問題専攻。ソウル大学名誉教授。独島学会会長。独島保全運動家。本貫は居昌慎氏。

## 概要
1937年日本統治下朝鮮全羅南道済州島生まれ。若くして母を亡くし思い悩む中、金九著書の「白凡日誌」を読んで民族問題の研究を志すようになる。そして民族問題を突き詰めたい一心でソウル大学校社会学科を受験し合格しハーバード大学留学期もナショナリズムを研究した。
学問にとどまらずに運動にも参画し、自ら独島学会を設立し会長に就任し、また、数多くある独島（竹島）関連団体の連合を働きかけ、それらの連合体である独島研究保全協会の設立にも成功した。これらの団体を使って学生における民族教育、独島教育も推進した。
この頃の発言に「学問のとどまれば、その知識は死んだのだ」とありソウル大学の大学新聞には、革命的運動に飛び込んだと記載されている。日本の侵略の不当性を知らせるために、独立記念館付設独立運動史研究所の初代所長に就任したりもした。また、”日本が竹島の領有を主張するのは、領土的野心からであり、つまりは日本にはいまだに侵略の意思がある”との主張もたびたびおこなっている。
また、韓国の教科書問題にもたびたび意見を公開しており、2008年には日本側の主張を取り込んだ教科書改訂について批判を展開した。
ソウル大学任官中に著書45冊、論文249編。退官後の5年間(2008年3月の時点）までにさらに著書5冊論文21編を発表した。日本の侵略関連、独島（竹島）韓国領有の正当性を主張する著書は３０冊を超え、韓国の論理的基盤となっている。
独島（竹島）問題以外でも民族問題について著書・主張があり、2018年には『古朝鮮文明の社会史』を出版し「古朝鮮こそ東洋文明の起源、黄河文明にも影響与えた」「朝鮮は世界で初めて短粒種のコメと大豆の栽培に成功した。」と主張した。
「鏞」も「廈」も常用漢字外であるため、日本ではシン・ヨンハと報道される事が多い。また、韓国ではおなじみの人物と報じられている。

## 略歴
- 1961年 ソウル大学 社会学科 卒業[1]
- 1964年 ソウル大学 大学院 経済修士 取得
- 1965年-1974年ソウル大学 経済選任講師・助教授
- 1967年-1968米ハーバード大学大学院 留学
- 1968年-1970年 米国ハーバード大学 イェンチン研究所　客員研究員
- 1975年 ソウル大学 大学院社会学 博士 取得
- 1975年 ソウル大学 社会学科 助教授
- 1976年 ソウル大学 社会学科 准教授
- 1980年-1996年 韓国史会社学会
- 1981年-2003年 ソウル大学 社会学科 教授
- 1986年-1989年 独立運動史研究所 所長
- 1994年 韓国社会学会 会長
- 1996年-2003年 国史編纂委員会 委員
- 1996年 独島学会会長
- 1997年 独島研究保全協会長
- 1998年-2000年 ソウル大学 社会科学 学部長
- 2000年-2003年 経済正義実践市民連合共同代表
- 2001年-2003年 ソウル大学 教授協議会 会長 会長
- 2000年 白凡・金九先生記念事業協会 副会長
- 2000年-2003年 独島守護全国連帯 代表議長
- 2002年-2004年 アジア太平洋地域 韓国学国際学術会議
- 2003年 ソウル大学教授退任、名誉教授就任
- 2003年-2007年 漢陽大学校 客員教授
- 2005年-2006年 独立有功者叙勲公的審査委員会 委員長
- 2006年-2009年 学校法人ハンソン学院 理事長
- 2007年-2010年 梨花女子大学校 客員教授
- 2011年- 蔚山大学校 客員教授
- 2012年- 大韓民国学術院会員

## 著書
- 『史的解明独島(竹島)』（1997 慎 鏞廈・翻訳 韓 誠 出版「インター素人社」）[6]
- 『独島学会長慎ヨン廈教授(元ソウル大学教授)の独島問題100問100答 : 独島問題の基礎資料の提示』（2007 慎 鏞廈・翻訳 曺 亨均 出版社「弘益齋」）[7]

その他非翻訳の著書・論文多数（ハングル語版を参照）